# Arthur Kober
Pour les articles homonymes, voir Kober.
Arthur Kober est un scénariste américain, né le 25 août 1900 à Brody (Ukraine), mort le 12 juin 1975 dans le Bronx à New York.

## Filmographie
- 1931 : It Pays to Advertise
- 1931 : Up Pops the Devil
- 1931 : The Secret Call
- 1931 : The False Madonna
- 1932 : Make Me a Star
- 1932 : Guilty as Hell (en)
- 1932 : Me and My Gal
- 1933 : Mystérieux Week-end (Broadway Bad)
- 1933 : Infernal Machine
- 1933 : Bondage
- 1933 : It's Great to Be Alive
- 1933 : Mama Loves Papa de Norman Z. McLeod
- 1933 : One Man's Journey
- 1933 : Moi et le Baron (Meet the Baron) de Walter Lang
- 1934 : Palooka
- 1934 : Hollywood Party
- 1935 : Meurtre au Grand Hôtel (The Great Hotel Murder)
- 1935 : Calm Yourself
- 1935 : Ginger de Lewis Seiler
- 1936 : Vingt-cinq Ans de fiançailles (Early to Bed) de Norman Z. McLeod
- 1938 : Vacances payées (Having a Wonderful Time)
- 1938 : Miss Manton est folle (The Mad Miss Manton)
- 1944 : In the Meantime, Darling
- 1945 : Don Juan Quilligan
- 1949 : Mon véritable amour (My Own True Love) de Compton Bennett